# Еловка (приток Кобры)
Еловка — река в России, протекает в Нагорском районе Кировской области. Устье реки находится в 41 км по левому берегу реки Кобра. Длина реки составляет 11 км.
Исток реки в трёх километрах к северу от деревни Липовка (Синегорское сельское поселение) и в 24 км к северу от посёлка Нагорск. Река течёт на юго-запад по ненаселённому сильно заболоченному лесу. Впадает в Кобру километром выше посёлка Симоновка (Чеглаковское сельское поселение).

## Данные водного реестра
По данным государственного водного реестра России относится к Камскому бассейновому округу, водохозяйственный участок реки — Вятка от истока до города Киров, без реки Чепца, речной подбассейн реки — Вятка. Речной бассейн реки — Кама.
Код объекта в государственном водном реестре — 10010300212111100031341.